# Johann Eberlin von Günzburg
Johann Eberlin von Günzburg (Kleinkötz, 1470 – Leutershausen, 1533) è stato un teologo tedesco conosciuto come autore di alcuni scritti sulla Riforma protestante.

## Biografia
Eberlin studiò teologia a Ingolstadt, fu Magister artium all'università di Basilea nel 1489-1490 ed entrò nell'Ordine francescano a Heilbronn. Dal 1493 frequentò l'università di Friburgo in Brisgovia, dal 1519 fu attivo come predicatore a Tubinga e dal 1521 a Ulma. Qui lasciò l'ordine e aderì al movimento della Riforma protestante.
Nel 1522 venne a scuola da Martin Lutero a Wittenberg e nel 1523 lavorò a Basilea e Rheinfelden. Nel 1524 divenne predicatore a Erfurt e nel 1525 consigliere spirituale del Conte Giorgio II von Wertheim. Dopo la morte di Giorgio II nel 1530, Eberlin divenne cappellano di Lautershausen, ove morì tre anni più tardi.

## Opere
Eberlin nel 1521 scrisse una serie di opuscoli - Bundsgenossen - di cui il X e l'XI contengono il disegno di una città ideale, detta Wolfaria, modellata in buona parte sulla falsariga delle leggi platoniche. Si tratta di una lettura decisamente popolaresca del filosofo ateniese. Viene descritta una società del benessere in cui è contemplata solo l'attività agricola e l'ordine civile. Vi è certamente un influsso erasmiano e dell'Utopia di Tommaso Moro.
Da citare anche la prima traduzione tedesca della Germania di Tacito.
- 15 Bundsgenossen, 1521
- Wider die Schänder der Kreaturen Gottes durch Weihen oder Segnen, 1521
- Der 7 frommen, aber trostlosen Pfaffen Klage, 1521
- Mich wundert, daß kein Geld im Land ist, 1524
- Wie sich ein Diener Gottes Worts in allem seinem Tun halten soll, und sonderlich gegen die, denen das Evangelium zuvor nicht gepredigt ist, daß sie sich nicht ärgem, 1525
- Eine getreue Warnung an die Christen in der Burgauischen Mark, sich auch füro zu hüten vor Aufruhr und falschen Predigern, 1525